# Yvon Beliën
Yvon Beliën (Budel, 28 december 1993) is een Nederlandse volleybalster. Haar specialiteit is de serveerslag.
Zij debuteerde in 2013 in het Nederlands team. 
Beliën begon haar sportloopbaan in haar geboorteplaats bij de VC Ledûb. In 2009 maakte ze de overstap naar Summa Peelpush in Meijel. Het daarop volgende jaar nam zij met het Nederlandse juniorenteam deel aan het Europees kampioenschap.In 2011 werd zij midden blokkeerder bij eredivisionist VC Weert. Met deze vereniging won zij twee keer achter elkaar de Nederlandse Supercup. 
In 2013 debuteerde Beliën in het Nederlands team. Ook nam zij deel aan Volleybal World Grand Prix 2013 en de EK Volleybal Vrouwen. Aansluitend daarop maakte ze de overstap naar de Duitse bondsliga vereniging Ladies in Black Aachen. Met Aken bereikte ze in 2014 de halve finale van het Duits kampioenschap. Het was het grootste succes uit de verenigingshistorie. Aansluitend maakte ze de overstap naar Schweriner SC. 
Met het Nederlands Vrouwen Volleybalteam werd zij in eigen land in 2015 vice-Europees kampioen. In datzelfde jaar vertrok ze naar een nieuwe club, het Italiaanse River Volley Piacenza.
In 2016 werd Beliën geselecteerd voor het Nederlands vrouwenteam dat deel nam aan de Olympische Spelen in Rio de Janeiro. 
Begin 2022 zette Belien een stap terug door haar interlandcarrière te beëindigen..
. 
Vanaf 2017 speelde ze in de Turkse competitie, achtereenvolgens bij Bursa, Besiktas, en sinds 2019 bij Galatasaray.

## Clubs
- Ledûb Volleybal (2008–2009)
- VV Peelpush (2009–2010)
- VC Weert (2011–2013)
- Ladies in Black Aachen (2013–2014)
- Schweriner SC (2014–2015)
- River Volley Piacenza (2015–2017)
- Bursa BBSK (2017-2018)
- Besiktas (2018-2019)
- Galatasaray (2019-heden)

Maret Balkestein-Grothues · Yvon Beliën · Anne Buijs · Anne Buijs · Laura Dijkema · Robin de Kruijf · Judith Pietersen · Celeste Plak · Myrthe Schoot · Lonneke Slöetjes · Debby Stam · Quinta Steenbergen · Femke Stoltenborg